# Port de l'Escala
El Port de l'Escala, també anomenat port de la Clota, o port de la Clota Grossa, és un port públic gestionat per Ports de la Generalitat, situat al municipi de l'Escala (Alt Empordà), a la Clota, entre la platja de Riells i la punta del Bol Roig. Inclou el port esportiu, gestionat pel Club Nàutic de l'Escala, i el port dels Pescadors, amb la Confraria de Pescadors de l'Escala i el Centre d'interpretació del peix (MARAM).

## Història
El port antic de l'Escala, des del segle XVI fins al 1962, era a la platja de les Barques, on s'amarraven les barques dels pescadors als norais de l'Escala. Amb l'arribada del turisme, es van voler treure de la platja les barques i el peix per deixar lloc als banyistes, i el 1961 es traslladà el port a la Clota. El 1968 es construí el port esportiu i de pescadors a la Clota Grossa. El 1994 s'amplià la dàrsena esportiva a la Clota Petita.

## Port esportiu
El port esportiu està dividit en el port de la Clota Petita i el port de la Clota Gran. Hi han instal·lades empreses d'oci, de creuers, de submarinisme i el Club Nàutic de l'Escala, amb l'escola de vela. Disposa de 957 amarradors per a embarcacions de fins a 22 metres d'eslora.

## Port de pescadors

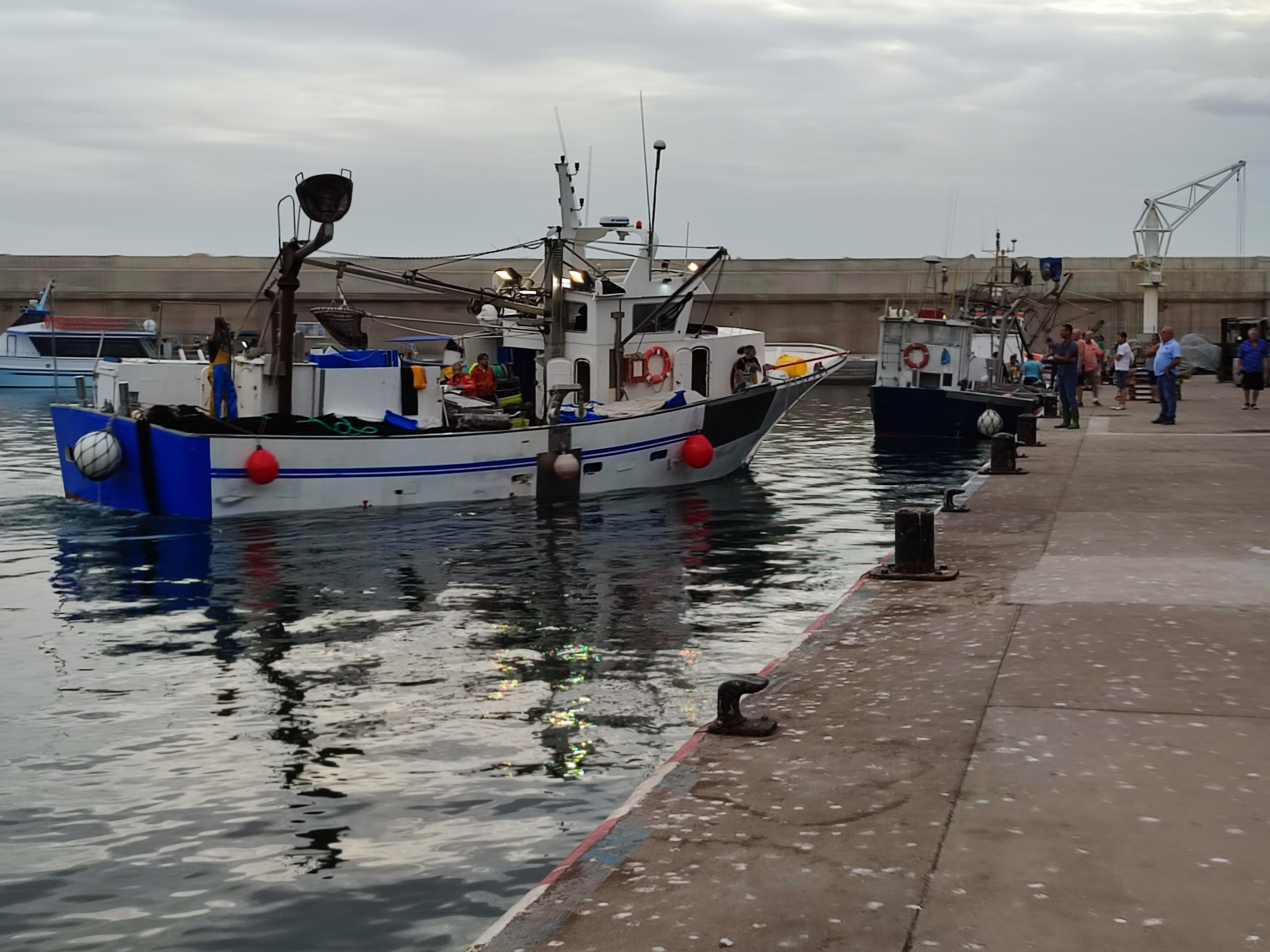
Arribada de les embarcacions de pesca

### Confraria de pescadors
El 1932 es va fundar el Pòsit de Pescadors de l'Escala, que el 1967 es va convertir en la Confraria de Pescadors de l'Escala. Als seus inicis hi havia fins a 56 embarcacions de teranyina i quinze de tresmall. Actualment, hi ha quatre embarcacions de teranyina i deu de tresmall. Organitza la subhasta diària de peix.

### Centre d'interpretació del peix (Maram)
El Maram programa visites per grups per conèixer el dia a dia dels pescadors i les arts de pesca, així com fer visites a la subhasta i a la llotja dels pescadors.